# 렉산드시

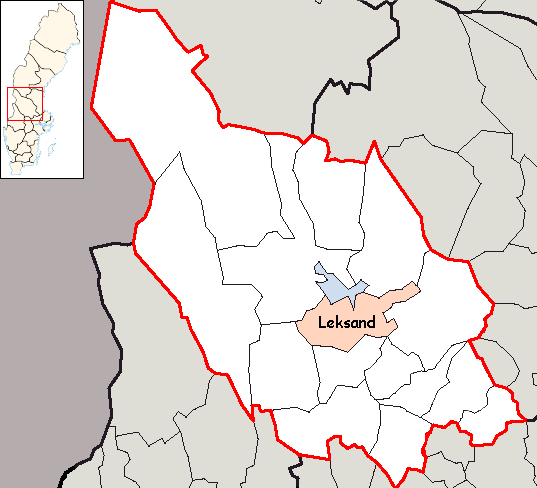
렉산드 시의 위치

렉산드시(스웨덴어: Leksands kommun)는 스웨덴 달라르나주에 위치한 지방 자치체로 행정 중심지는 렉산드이며 면적은 1,411.9579 km2, 인구는 15,507명(2016년 12월 31일 기준), 인구 밀도는 11명/km2이다.

시 문장